# Le Rêve du radjah ou la Forêt enchantée
Le Rêve du radjah ou la Forêt enchantée (Rádžův sen aneb Okouzlený les) je francouzský němý film z roku 1900. Režisérem je Georges Méliès (1861–1938). Film trvá necelé tři minuty a později byl kolorován.

## Děj
Rádža ulehává do postele a usne. V paláci se objeví motýl, kterého se neúspěšně pokusí chytit. Poté se pokusí znovu usnout, ale náhle se ocitne v přírodě. Venku si chce sednout na křeslo, to ale vždycky zmizí, než si sedne. Objeví se před ním strom, který se postupně přemění v ďábla. Ten ho poleká a zmizí. Pak se před ním objeví žena, kterou se pokusí svést, ale vzápětí ho začne pronásledovat zástup tančících žen. Hrdinovi hrozí setnutí hlavy a bojuje o život. Nakonec se probudí a když zjistí, že to byl jen sen, uklidní se a jde znovu spát.